# مونوپتاسیم فسفیت
مونوپتاسیم فسفیت (به انگلیسی: Monopotassium phosphite) یک ترکیب شیمیایی با شناسه پاب‌کم ۱۵۹۷۱۲ است. شکل ظاهری این ترکیب، بلور سفید است.